# Bellou-sur-Huisne

Bellou-sur-Huisne este o comună în departamentul Orne, Franța. În 2013 avea o populație de 425 de locuitori.